# Chiến tranh nha phiến lần thứ hai
Chiến tranh Nha phiến lần thứ hai, Chiến tranh Anh-Trung, Chiến tranh Trung Hoa lần thứ hai, Chiến tranh Mũi tên, hoặc Anh-Pháp viễn chinh Trung Quốc, là một cuộc chiến tranh giữa Đế quốc Anh và Đệ Nhị Đế chế Pháp với Đại Thanh (nay là Trung Quốc) kéo dài từ năm 1856 đến 1860.

## Tên gọi
Tên gọi "Chiến tranh Nha phiến" và "lần thứ hai" được sử dụng trong nhiều tài liệu. "Chiến tranh Nha phiến lần thứ hai" đề cập đến một trong những mục tiêu chiến lược của Anh: hợp pháp hóa buôn bán thuốc phiện. Trung Quốc thất bại cũng mở cửa toàn bộ thị trường Trung Quốc cho thương nhân Anh, và miễn thuế quá cảnh nội địa cho hàng nhập khẩu nước ngoài. Cuộc chiến còn được gọi là "Chiến tranh Mũi tên" đề cập đến tên của một con tàu khởi đầu cuộc xung đột.

### Tiền đề

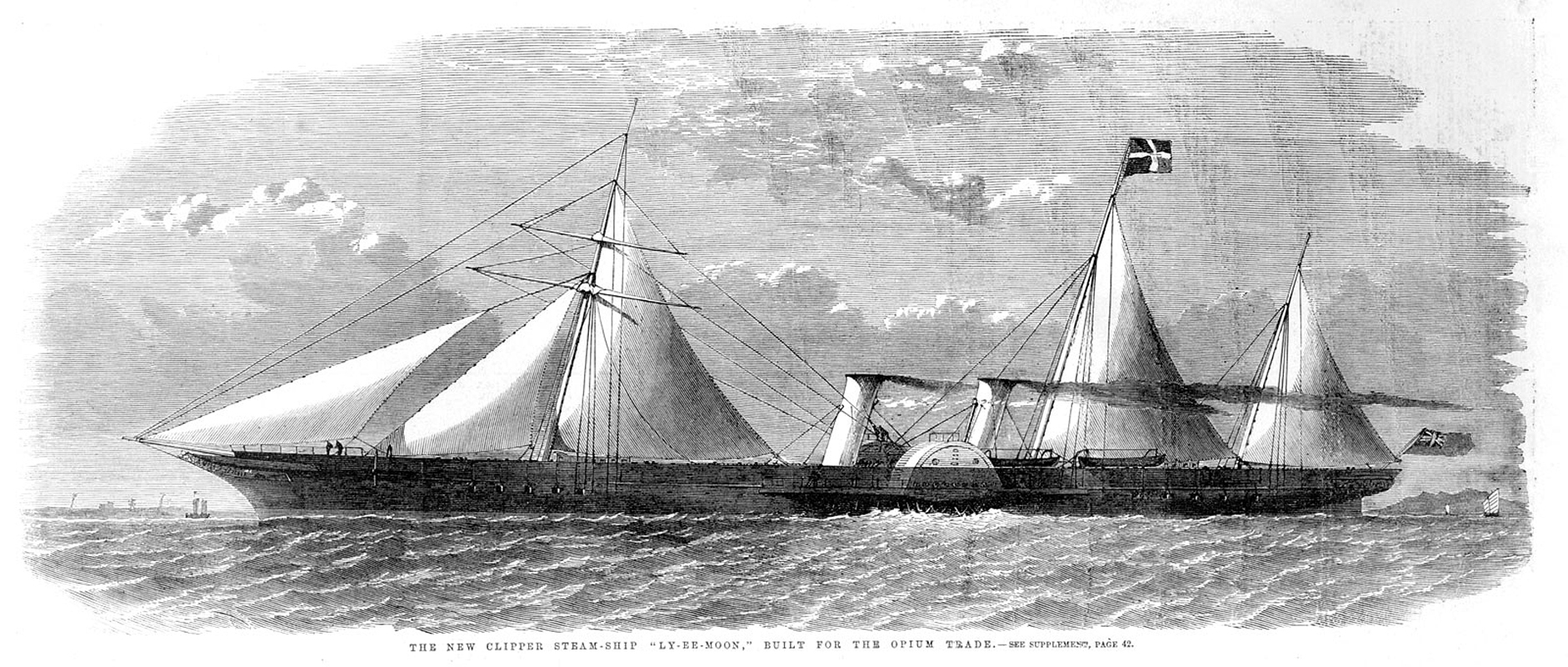
Báo Minh họa London mô tả thuyền cao tốc hơi nước Ly-ee-moon, được chế tạo phục vụ mục đích buôn bán thuốc phiện, năm 1859

### Pháp can thiệp

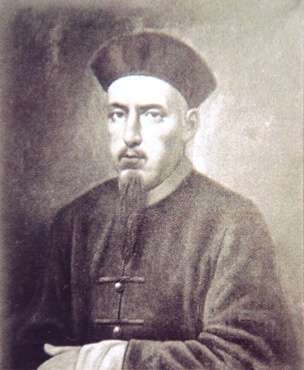
Việc hành quyết nhà truyền giáo dòng Hội Thừa sai Paris Auguste Chapdelaine là nguyên nhân chính thức của sự can dự của Pháp vào Chiến tranh thuốc phiện lần thứ hai.

### Trận chiến Quảng Châu

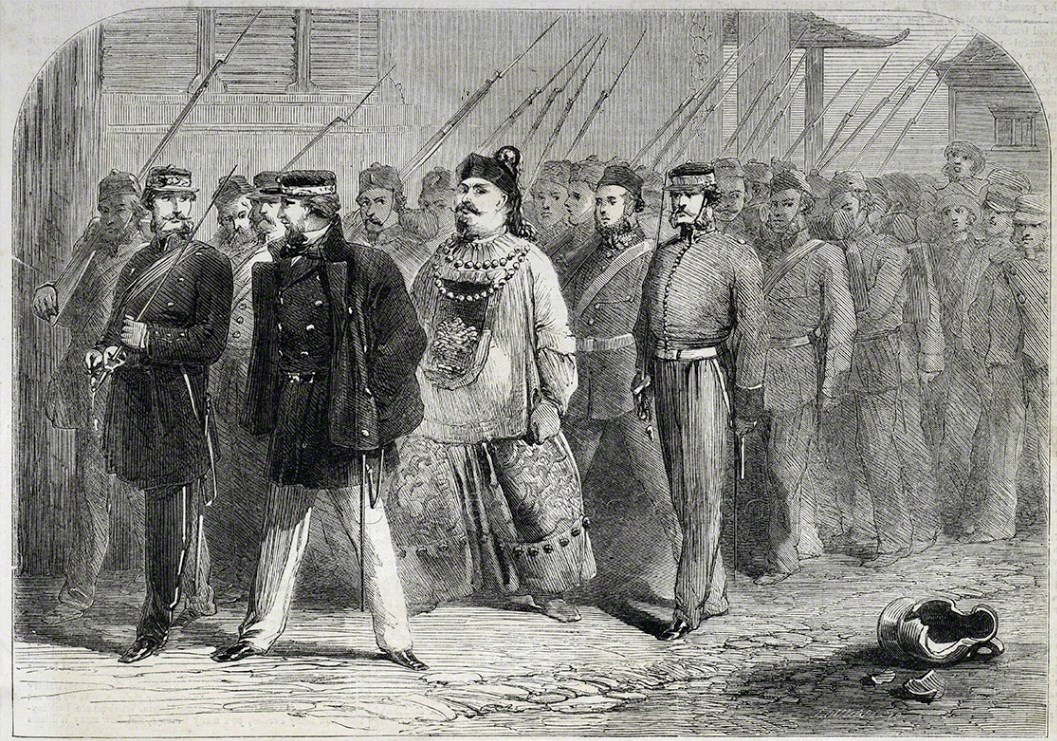
Diệp Danh Sâm bị bắt sau khi Quảng Châu thất thủ

### Hiệp ước Thiên Tân

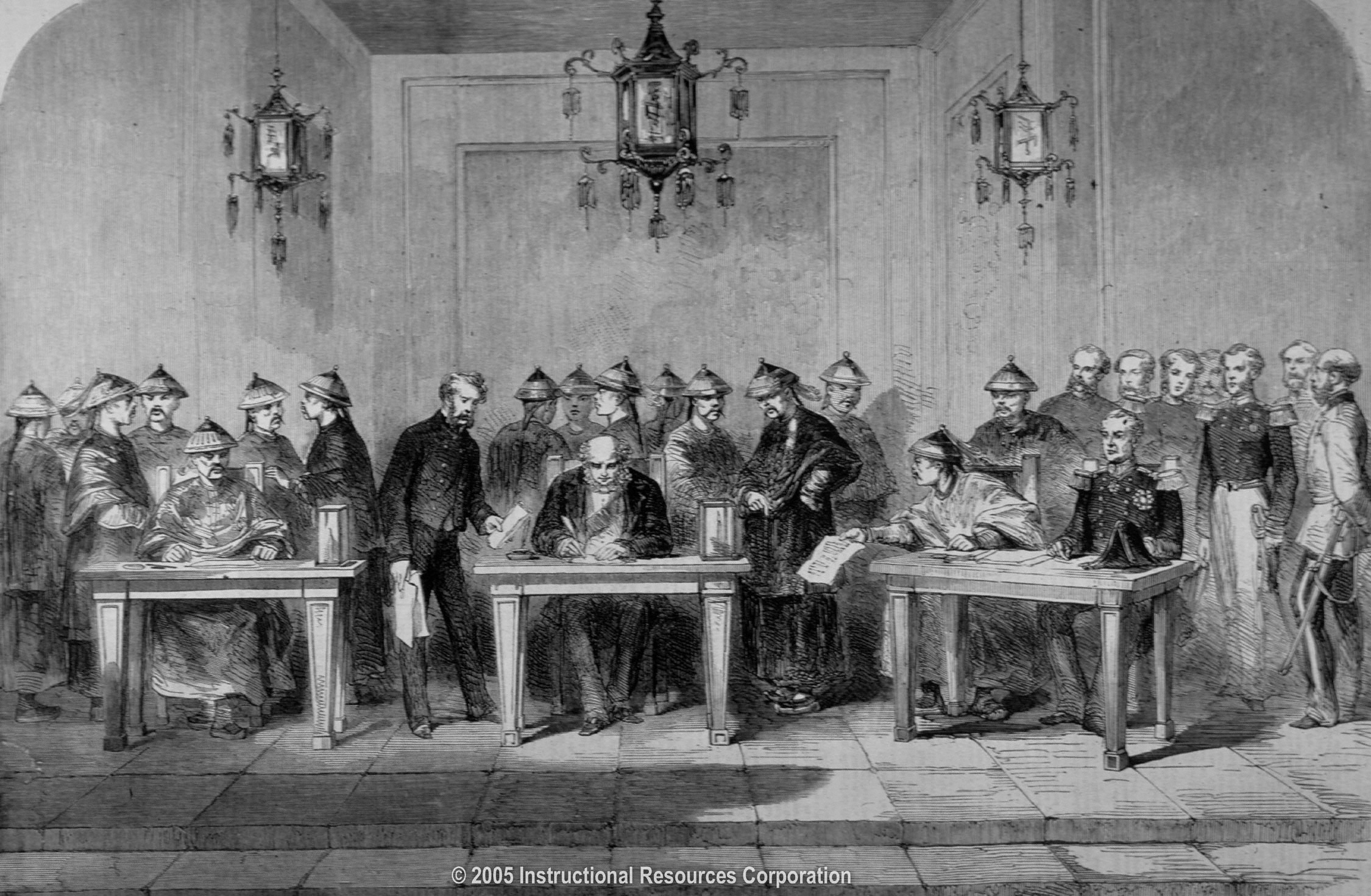
Các bên ký Hiệp ước Thiên Tân năm 1858

### Ba trận chiến Pháo đài Đại Cô

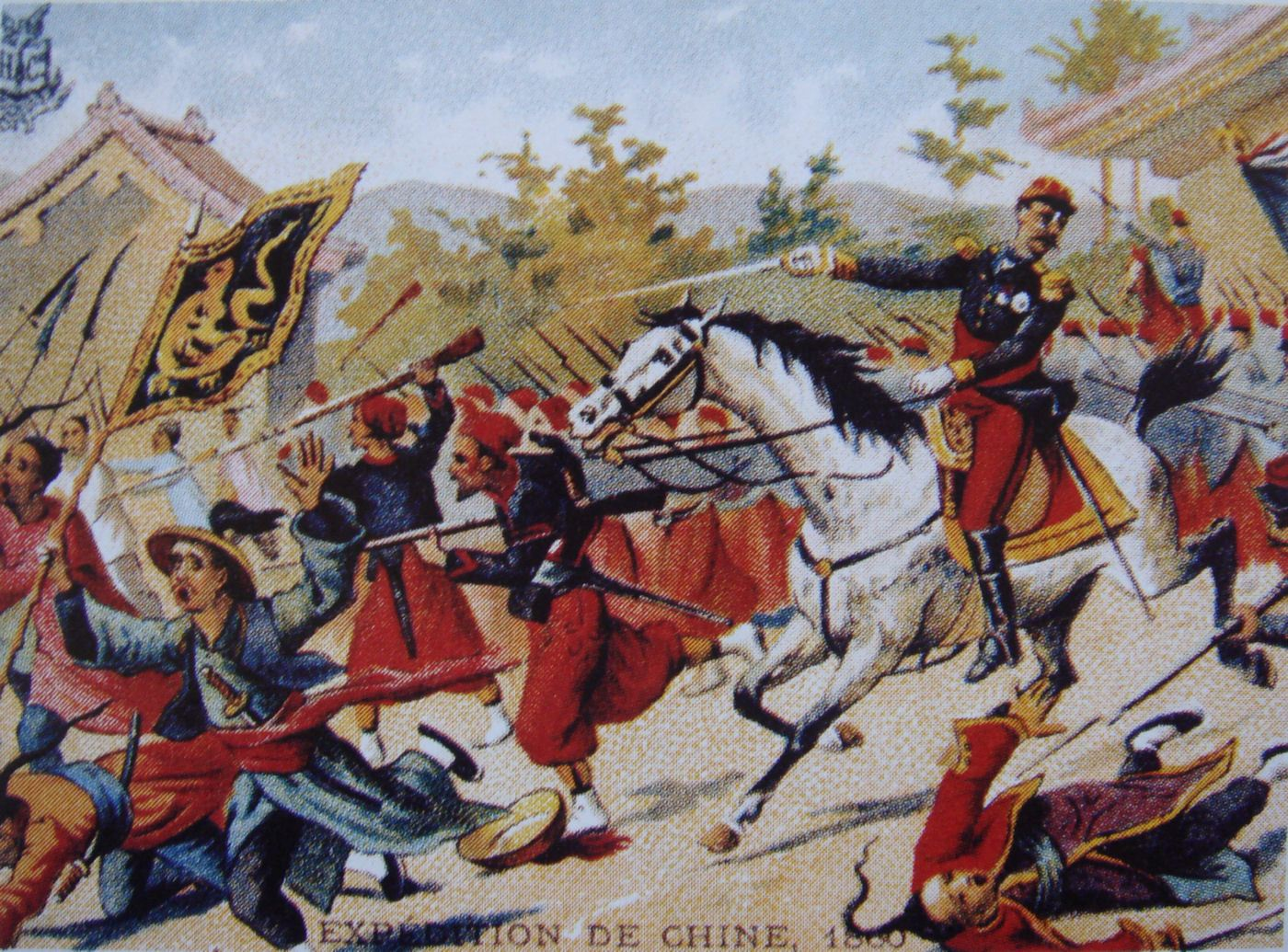
Cousin-Montauban lãnh đạo lực lượng Pháp trong chiến dịch năm 1860

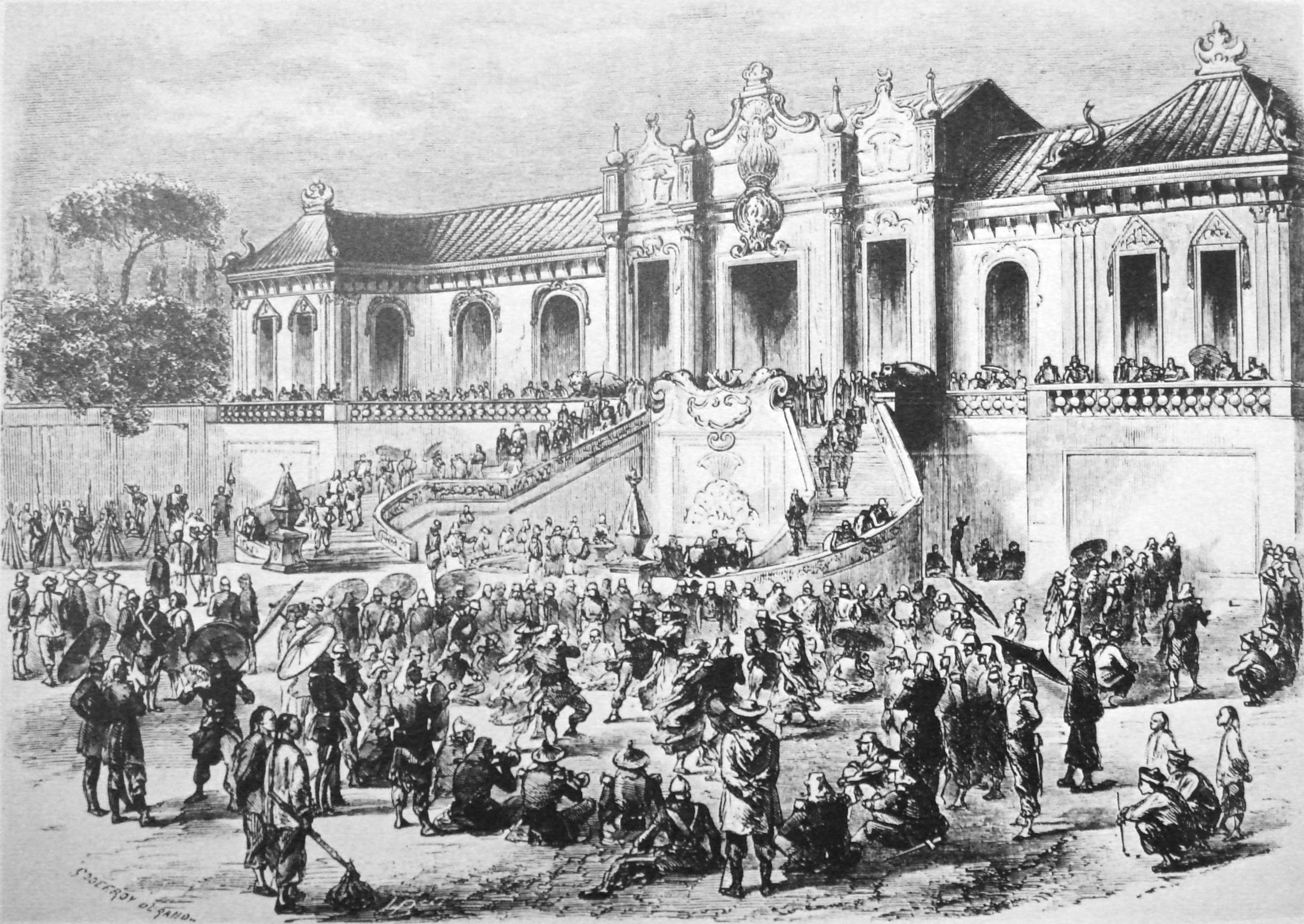
Liên quân Anh Pháp chiếm Cung điện mùa hè năm 1860

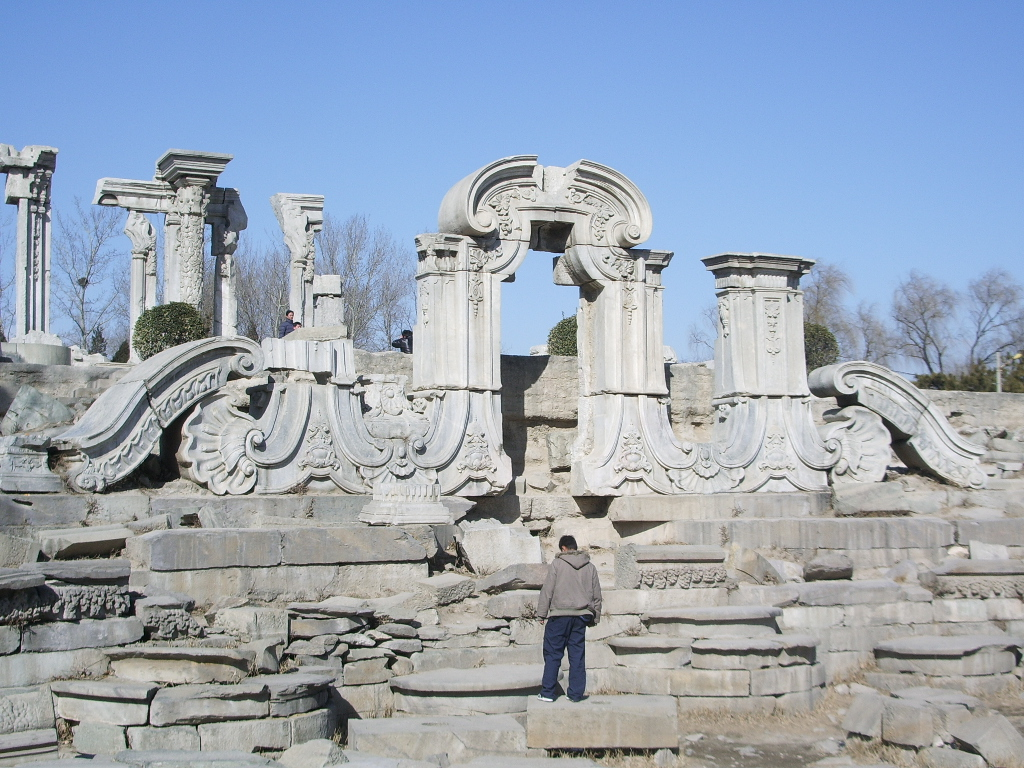
Phế tích cung điện mùa hè sau khi liên quân đốt phá

### Đốt phá Cung điện mùa hè

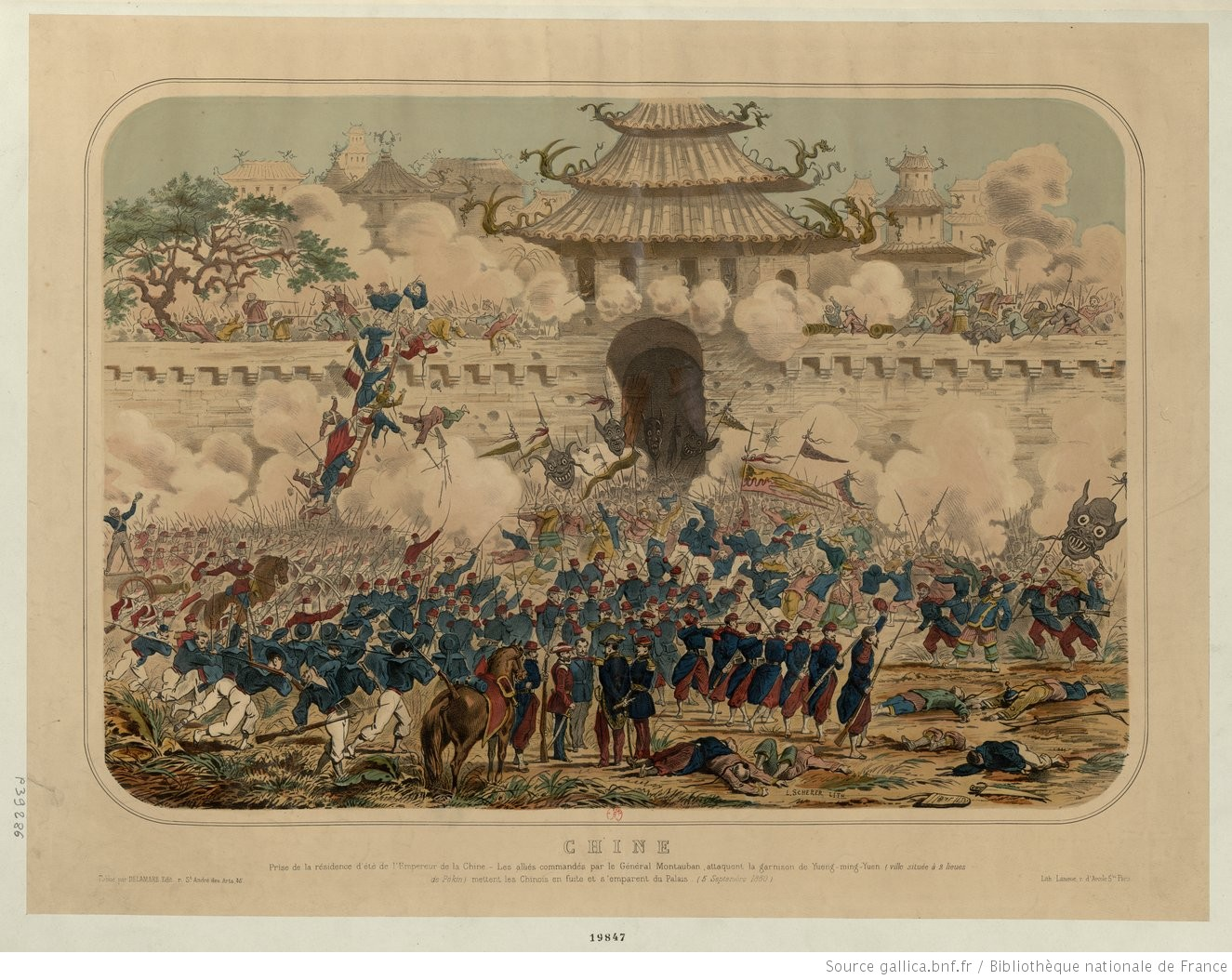
Quân Pháp tấn công Cung điện mùa hè

## Kết thúc

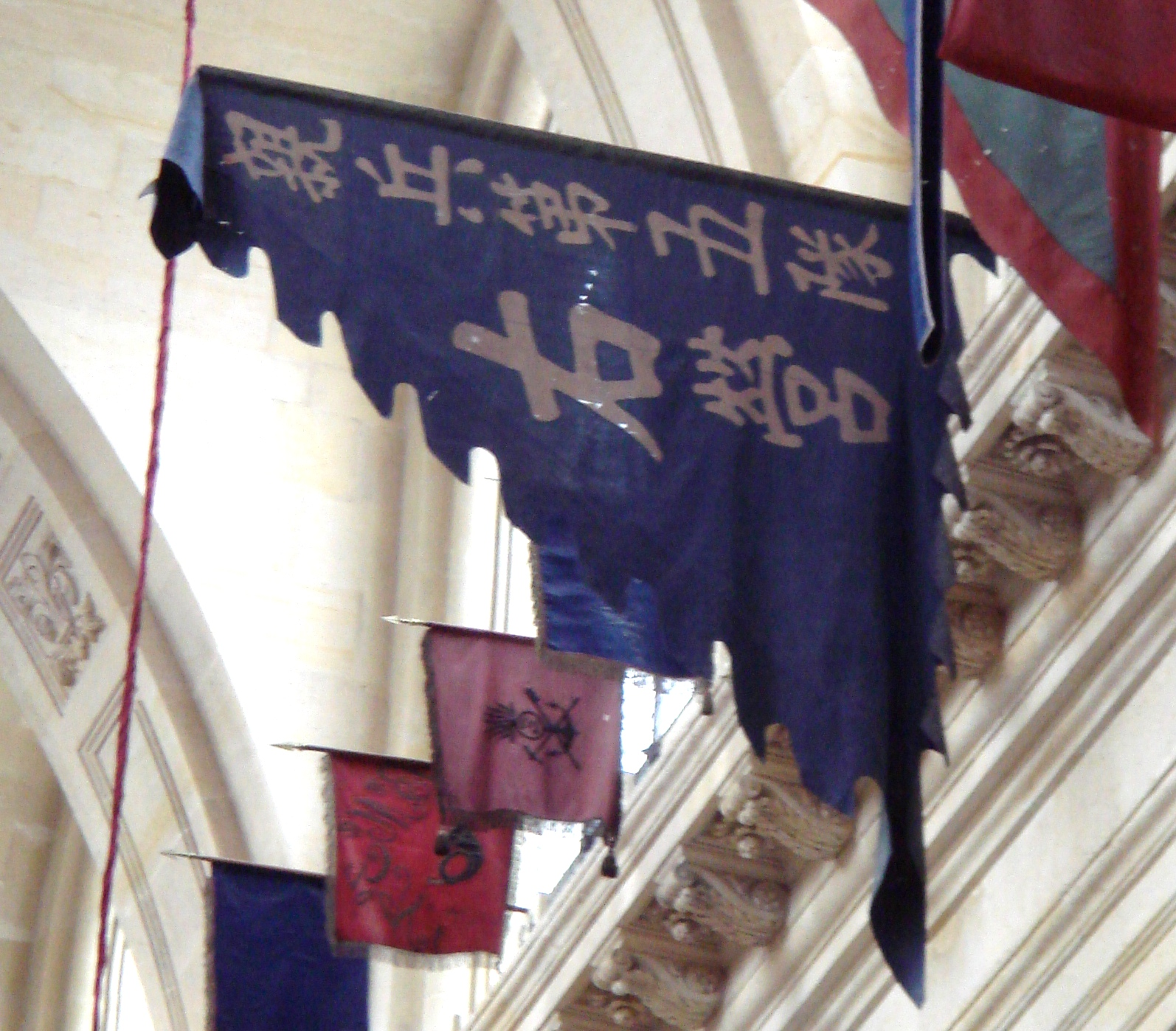
Cờ Thanh bị quân Anh-Pháp thu giữ. Là cờ ghi "親兵第五隊右營": Thân binh, Đệ ngũ đội, hữu doanh (tên đơn vị). Điện Invalides.